# Ol-Järnestjärnen
Ol-Järnestjärnen är en sjö i Örnsköldsviks kommun i Ångermanland och ingår i Gideälvens huvudavrinningsområde.